# Jettenbühl

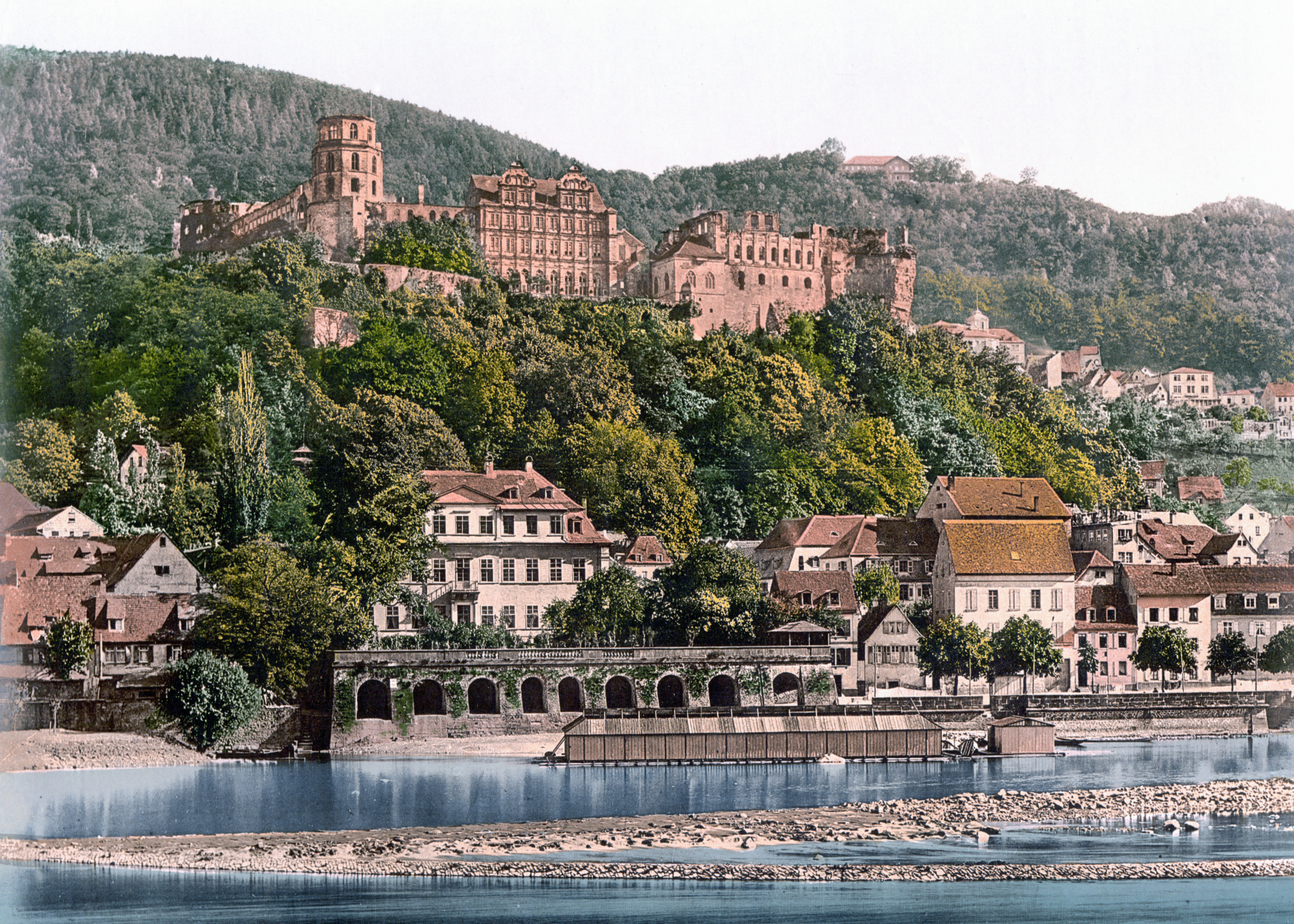
Das Heidelberger Schloss auf dem Jettenbühl

Der Jettenbühl ist ein Felsvorsprung unterhalb des Königstuhls in Heidelberg, auf dem das Heidelberger Schloss steht.

## Name
Der Jettenbühl ist benannt nach einer alten Seherin Jetta, deren Heiligtum an dieser Stelle gestanden haben soll. An diese Seherin erinnert der Wolfsbrunnen, eine Quelle im Stadtteil Schlierbach, an der sie der Sage nach von Wölfen zerrissen worden sein soll.
Adolf von Oechelhauser erklärt in einer Fußnote seines Schlossführers den Namen Jettenbühl folgendermaßen:
Der Berg hieß 1365 „Geltenpogel“ (= „Jungviehhügel“), 1436 „Gettenpuhel“ und wurde erst im 16. Jahrhundert mit der Seherin Jetta in Verbindung gebracht und „Jettenbühl“ („bühel“ = Hügel) genannt.
Zitiert aus Adolf von Oechelhauser: Das Heidelberger Schloss. Bau- und Kunstgeschichtlicher Führer. Heidelberg: Verlag von J. Hörning, 1920

## Lage
Der Jettenbühl war nach Osten hin durch den tiefen Einschnitt des Friesentals vom Massiv des Königstuhls abgesetzt.

## Geschichte
Auf dem Jettenbühl stand schon im Jahr 1303 die untere Burg, die dann in der Folgezeit ausgebaut wurde. Bereits im Jahr 1343 wird eine Kapelle erwähnt. Von dieser frühen Anlage ist allerdings nichts erhalten. Die frühesten erhaltenen Mauern stammen aus dem 15. Jahrhundert.
Vermutlich war es eine Randhausburg mit Gebäuden, die um einen Hof gruppiert waren. Die am stärksten gefährdete Seite befand sich im Süden zum Berg hin. Sie wurde durch eine Schildmauer und einen Bergfried geschützt.